# Kap Verde i olympiska sommarspelen 2000
Kap Verde deltog i de olympiska sommarspelen 2000 med en trupp bestående av två deltagare, en man och en kvinna, men ingen av landets deltagare erövrade någon medalj.

## Friidrott
Herrarnas maraton
- Antonio Zeferino → Final - 2:29:46 (67:e plats)

Damernas 100 meter
- Ismenia Frederico → Omgång 1 - 12.99 (→ gick inte vidare, 78:e plats)